# Однорогая рыба-носорог
Однорогая рыба-носорог, или настоящий носач, или длиннорылый носорог-рыба (лат. Naso unicornis), — вид морских лучепёрых рыб семейства хирурговых (Acanthuridae).

## Описание

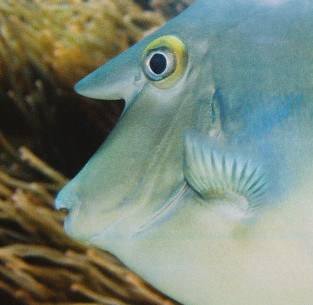
Голова

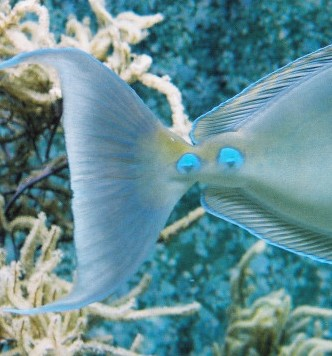
Хвостовой стебель с 2 костными пластинками

Длина до 70 см. Тело продолговатое, сжатое с боков. Хвостовой стебель с 2 большими неподвижными костными килеобразными пластинками у взрослых, у молоди они отсутствуют. Голова у взрослых рыб с характерным рогом, выступающим вперёд над глазами. Он удлиняется с возрастом и отсутствующим у молодых рыб. В анальном плавнике 2 колючих луча, маленький передний колючий луч отсутствует. В брюшных плавниках 1 колючий и 3 мягких луча. У взрослых рыб часто имеются усиковидные удлинения крайних лучей хвостового плавника. Половозрелые рыбы окрашены в серо-коричневые цвета, молодые рыбы имеют светло-серую окраску.

## Биология
Морские прибрежные рыбы, обитающие на глубине от 5 до 80 м. Взрослые держатся вдоль склонов рифов и тихих лагун. Молодь держится обычно небольшими группами на мелководье. Питаются преимущественно бурыми водорослями.

## Ареал
Вид распространен на всей территории Индийского и Тихого океанов, от Красного моря до побережья Японии, островов Рапа, Гавайских островов, Туамоту и Маркизских островов.